# Фірлюк яванський
Фірлюк яванський (Mirafra javanica) — вид горобцеподібних птахів родини жайворонкових (Alaudidae). Мешкає в Південно-Східній Азії та в Австралії. Виділяють низку підвидів.

## Опис
Яванський фірлюк — це невеликий птах з порівняно великою головою, міцним коротким дзьобом і невеликим чубом, який може ставати дибки. Верхня частина тіла птаха має коричнювате, рудувате або піщане забарвлення. Стовбур пір'їн на спині фірлюка є темнішим за опахала, череж що спина птаха є поцяткована тмними смужками. Також невеликими плямками і смужками поцятковані груди птаха. Над очима проходить охристі "брови". Забарвлення нижньої частини тіла бліде, рудувате або бежеве. Тім'я і потилиця фірлюка маєйже чорні, поцятковані широкими охристими або рудувато-коричневими смужками. Молоді птахи мають схоже забарвлення, однак на тімені і спині білі края пір'їн утворюють лускоподібний візерунок. Пташенята пухнасті, а внутрішня частина дзьоба і язик у них поцятковані контрастними плямами.
Довжина птаха становить 12,5-15 см, з яких від 4 до 5,5 см припадає на хвіст. Довжина дзьоба становить 12-16 мм, довжина крила — 6-8 см, середня вага — 18-25 г.  Крила короткі, округлі, з характерними рудими краями. Центральне другорядне махове перо є рудиментарним, десяте махове перо першого порядку є коротким, однак не рудиментарне.
Типова жайворонкова пісня виконується в польоті або з землі. Яванський фірлюк є одним з видів жайворонків, що вміє імітуватти звуки інших птахів.

## Систематика і таксономія
Яванський фірлюк був описаний американським натуралістом Томасом Горсфілдом в 1821 році. Він є типовим видом роду Фірлюк (Mirafra), найчисельнійшого за кількістю видів в родині жайворонкових. Сестринським видом яванського фірлюка є чагарниковий фірлюк (Mirafra cantillans), що мешкає в Африці та Азії. Розділення цих двох видів відбулось порівняно нещодавно. Імовірно, ці два види за короткий термін розселились на великій території і знаходяться на початках процесу видоутворення.

### Підвиди
Виділяють шістнадцять підвидів:
- M. j. williamsoni Baker, ECS, 1915 — поширений від центральної М'янми до південного Китаю, мешкає в центральному Таїланді, в Камбоджі, в центральному та південному В'єтнамі;
- M. j. philippinensis Wardlaw-Ramsay, RG, 1886 — поширений на півночі Філіппін;
- M. j. mindanensis Hachisuka, 1931 — поширений на півдні Філіппін;
- M. j. javanica Horsfield, 1821 — поширений на островах Калімантан, Ява і Балі;
- M. j. parva Swinhoe, 1871 — поширений в західній частині архіпелагу Малі Зондські острови;
- M. j. timorensis Mayr, 1944 — поширений в східній частині архіпелагу Малі Зондські острови;
- M. j. aliena Greenway, 1935 — поширений на півночі, північному сході та на півдні Нової Гвінеї;
- M. j. woodwardi Milligan, 1901 — поширений на крайньому північному заході Західної Австралії;
- M. j. halli Bianchi, 1907 — поширений на півночі Західної Австралії;
- M. j. forresti Mayr & McEvey, 1960 — поширений на північному сході Західної Австралії;
- M. j. melvillensis Mathews, 1912 — поширений на островах Мелвілл і Батерст у північного узбережжя Австралії;
- M. j. soderbergi Mathews, 1921 — поширений на півночі Північної Території (Австралія);
- M. j. rufescens Ingram, C, 1906 — поширений в Центральній Австралії;
- M. j. athertonensis Schodde & Mason, IJ, 1999 — поширений на північному сході Австралії;
- M. j. horsfieldii Gould, 1847 — поширений на сході та на південному сході Австралії;
- M. j. secunda Sharpe, 1890 — поширений на півдні Центральної Австралії.

## Поширення і екологія
Яванські фірлюки поширені в М'янмі, Таїланді, Лаосі, В'єтнамі, Камбоджі, Китаї, в Індонезії, на Філіппінах, в Папуа Новій Гвінеї та в Східному Тиморі. Також яванський фірлюк є єдиним представником родини жайворонкових в Австралії (за винятком інтродукованого польового жайворонка). Він мешкає на луках, порослих чагарниками і високою травою, на пустищах, полях і пасовиськах. На більшій частині ареалу це осілий вид птахів; популяції Південної Австралії мігрують на східне узбережжя. Кочові птахи з'являються також в Тасманії.

## Поведінка
Яванські фірлюки харчуються комахами та іншими безхребетними, яких шукають на землі, а також насінням. Початок сезону розмноження залежить від географічної широти; в Австралії він зазвичай розпочинається в листопаді і завершується в січні. Гнізда розміщуються на землі серед густої трави, іноді додатково накриваються трав'яним "куполом". В кладці зазвичай три, іноді два або чотири яйця. Вони білуваті, поцятковані сіро-коричневими плямками. Пташенята покидають гніздо на 12-14 день.